# Hockey Club de Mulhouse
Le Hockey Club de Mulhouse couramment appelé Scorpions de Mulhouse était un club de hockey sur glace français fondé en 1997 et disparu en 2005, ayant remporté la coupe Magnus en 2005.

## Historique

### Accession à l’Élite 2001
Lors de la saison 2000-2001, les Scorpions de Mulhouse emmenés notamment par Frantisek Neckar, Marius Konstantinidis et Martin Roh s’inclinent en finale de Division 1 face aux Ours de Villard-de-Lans qui refusent la montée en élite. Les Scorpions de Mulhouse accèdent alors à la Ligue Magnus lors de la saison 2001-2002.
Christer Eriksson est le nouvel entraîneur, il recrute notamment Fabrice Lhenry des Milano Vipers en juin 2001 et nomme l'ancien capitaine des Orques d'Anglet Lionel Bilbao comme nouveau capitaine de l'équipe.

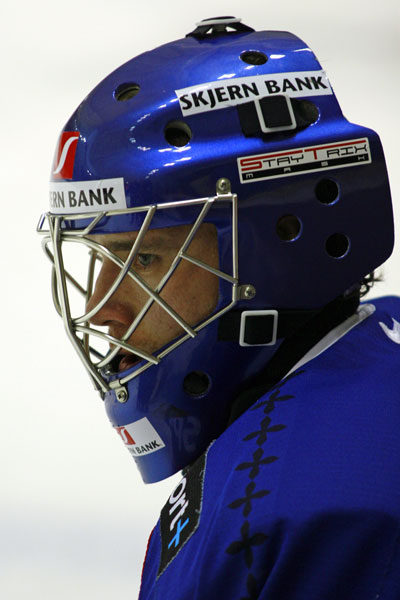
Fabrice Lhenry
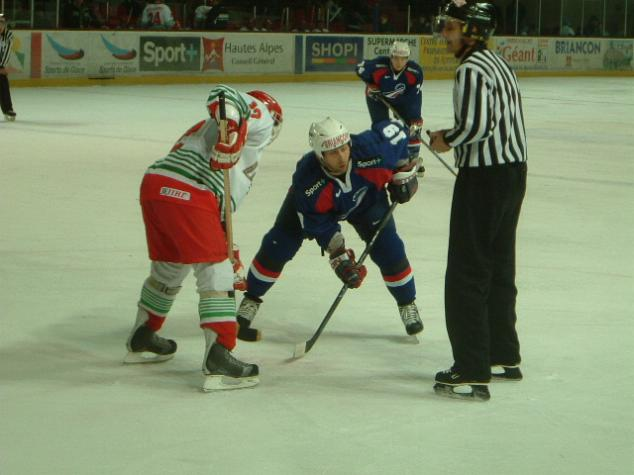
Olivier Coqueux

### Champion de France 2005

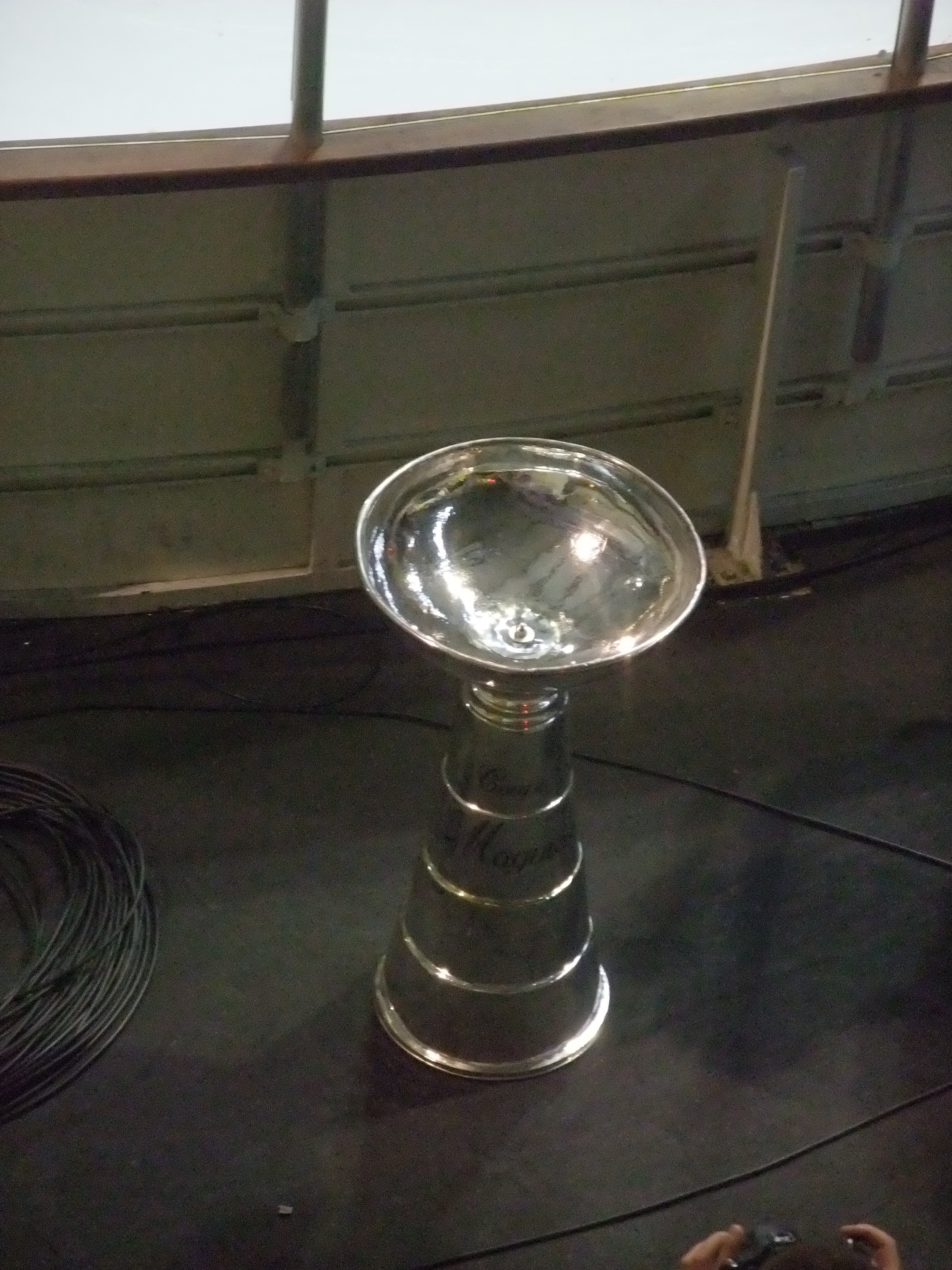
Mulhouse remporte la Coupe Magnus.

En septembre 2004, Steve Montador et Steven Reinprecht arrivent au club en provenance des Flames de Calgary suite au lock-out de la NHL pour disputer la saison 2004-2005.
Quatrième de la saison régulière à seulement deux points du trio de tête (Rouen, Tours et Grenoble), les Scorpions de Mulhouse se hissent en finale et s'imposent face aux Diables Noirs de Tours dans match aller-retour avec une victoire à Mulhouse 6-2 puis une seconde à Tours 0-3.
Mulhouse gagne la première Coupe Magnus de son histoire.
| Champions de France 2005 Scorpions de Mulhouse | Gardiens de but : Tom Charton, Fabrice Lhenry Défenseurs : Francis Ballet, Allan Carriou, Jérôme Catil, Jukka Hakkarainen, Steve Montador, Lilian Prunet (A), Miikka Ruokonen (A), Jani Virtanen Attaquants : Mehdi Benfadhel, Jérémy Bigot, Lionel Bilbao (C), Ryan Christie, Olivier Coqueux, Greg Day, Juho Jokinen, Jani Kiviharju, Steve Michou, Milos Palovcik, Steven Reinprecht, Maurice Rozenthal, Pavol Segla, Luc Tardif Jr., Hermanni Vidman Entraîneur en chef : Christer Eriksson |

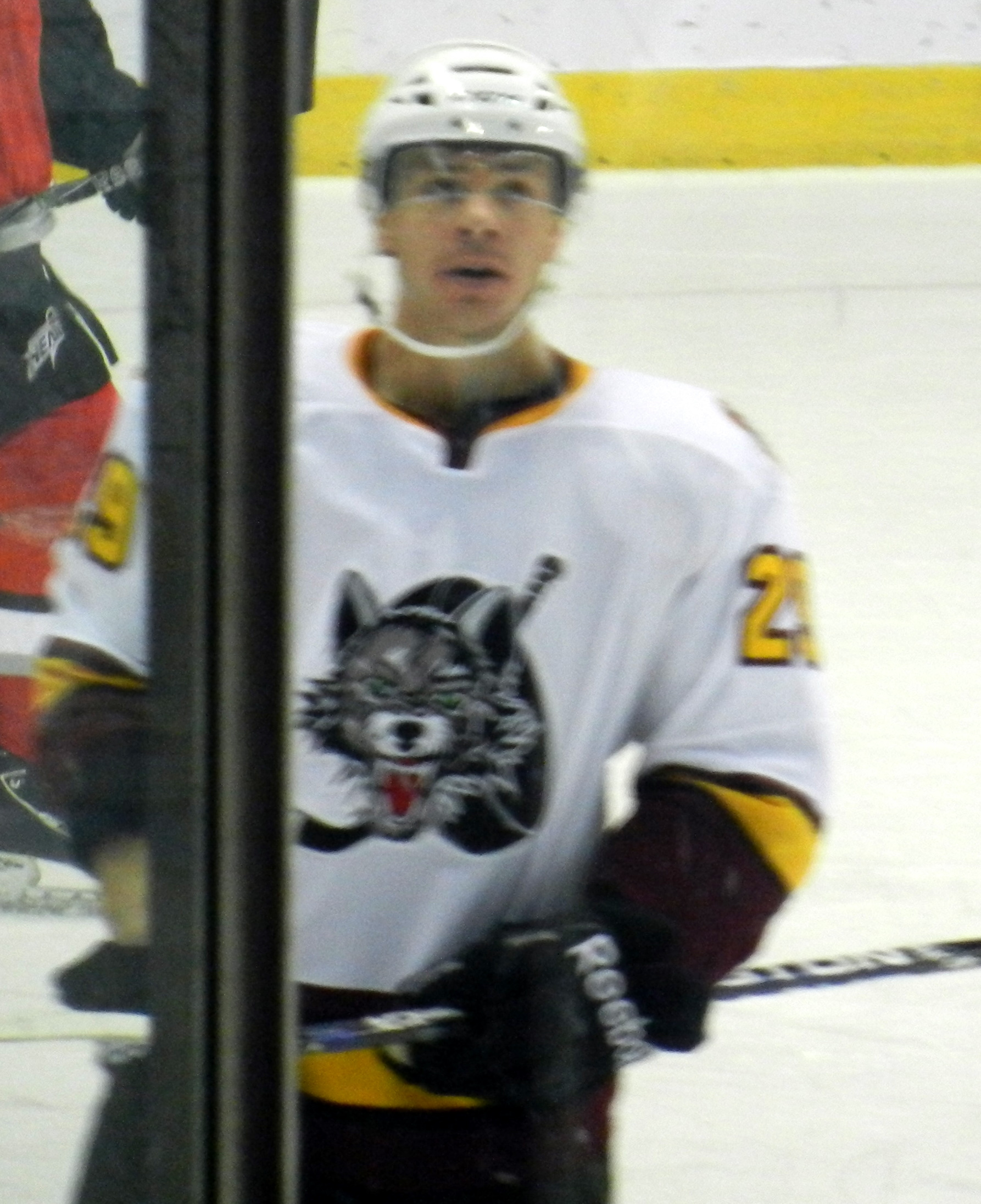
Steven Reinprecht
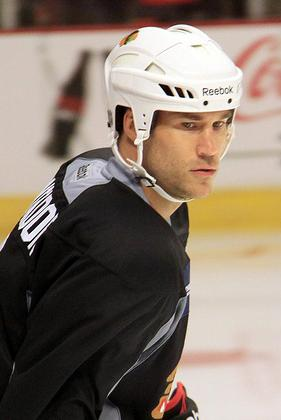
Steve Montador
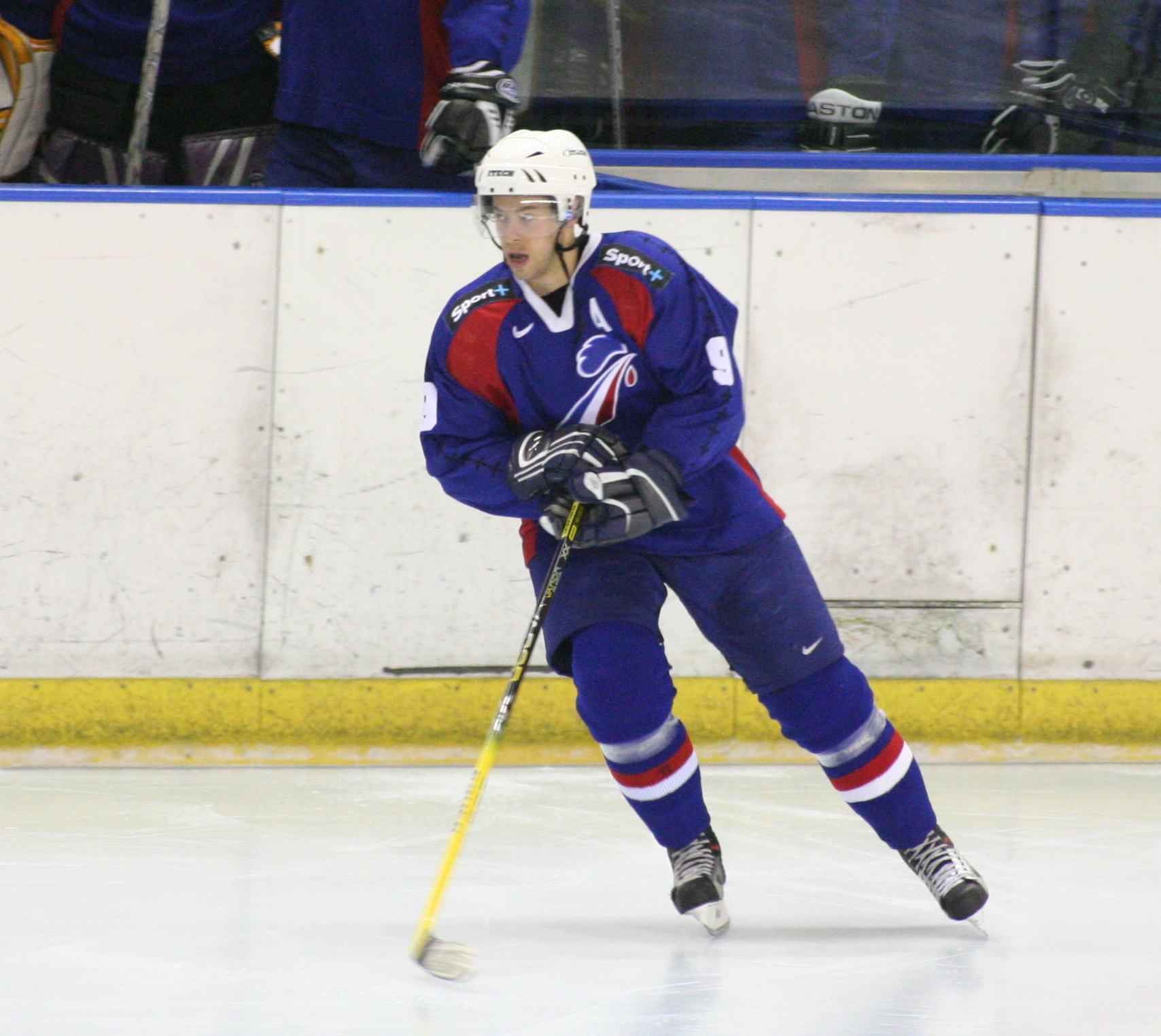
Maurice Rozenthal

À la suite du titre, le club n'est pas autorisé par la fédération à repartir en raison d'un important déficit financier.
Condamné à la rétrogradation, le club tente tous les recours possibles pour conserver sa place en élite, et se retrouve finalement obligé de déposer le bilan.
L'Association de Développement du Hockey Mulhousien (ADHM), gérant du hockey mineur reprend le même nom des Scorpions de Mulhouse et engage une nouvelle équipe en championnat de France de D3.

## Bilan saison par saison
- 1997 : cinquième de la poule Nord de la Division 3.
- 1998 : deuxième de la Division 3, les Mulhousiens font acte de candidature à la Division 1 et y accèdent directement.
- 1999 : cinquième de la Division 1.
- 2000 : finaliste de la Division 1.
- 2001 : finaliste de la Division 1, Mulhouse accède à la Ligue Magnus.
- 2002 : septième et dernier de la Ligue Magnus.
- 2003 : demi-finaliste et vainqueur du match pour la troisième place de la Ligue Magnus.
- 2004 : quart-de-finaliste de la Ligue Magnus.
- 2005 : champion de France de la Ligue Magnus.

## Palmarès Coupe Magnus
- Championnat de France (1) : 2005

Le détail du titre gagné est présenté dans le tableau ci-dessous :
| Saison    | Finaliste              | Résultat                                     | Commentaire                  |
| --------- | ---------------------- | -------------------------------------------- | ---------------------------- |
| 2004-2005 | Diables Noirs de Tours | Victoire à Mulhouse 6-2 Victoire à Tours 0-3 | Finale en match aller-retour |

‌

## Prix et récompenses de la Ligue Magnus
- Trophée Charles-Ramsay :
  - Steven Reinprecht en 2005
- Trophée Jean-Ferrand :
  - Fabrice Lhenry en 2002, 2003, 2004 et 2005

## Capitaines
Voici la liste des capitaines de l'histoire des Scorpions de Mulhouse :
| Période   | Nom des capitaines | Nationalité |
| --------- | ------------------ | ----------- |
| 1997-2000 | Patrick Pommier    |             |
| 2000-2001 | Vincent Bringuet   |             |
| 2001-2005 | Lionel Bilbao      |             |

## Entraîneurs
Voici la liste des entraîneurs dans des Scorpions de Mulhouse :
| Période   | Nom des entraîneurs   | Nationalité |
| --------- | --------------------- | ----------- |
| 1997-2000 | Pascal Ryser          |             |
| 2000-2001 | Marius Konstantinidis |             |
| 2001-2005 | Christer Eriksson     |             |

## La patinoire

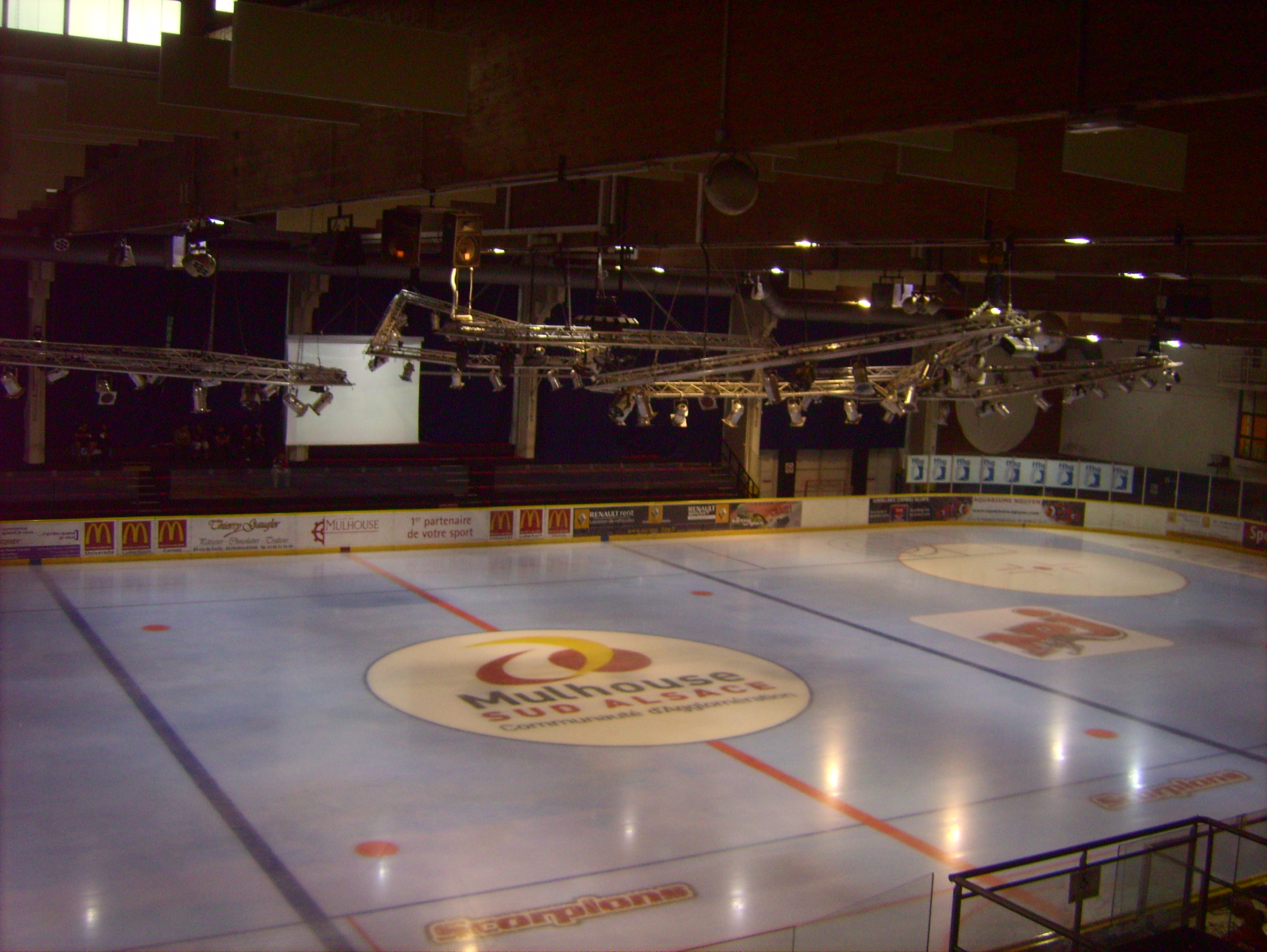
Patinoire de l'Illberg

Les scorpions jouent à la Patinoire de l'Illberg, une patinoire d'une capacité de 1 600 places assises.